# Марти Смит
Марти Смит е професионален британски покер играч от Белфаст, Северна Ирландия.

## Спечелени турнири
| Година | Турнир                                        | Награда (US$) |
| ------ | --------------------------------------------- | ------------- |
| 2008   | Pot-Limit Omaha hold 'em Световният шампионат | $859 532      |